# Härjedalen
Härjedalen (câteodată cunoscută ca Herdalia) este o provincie a Suediei.